# Hendersonia sambuci
Hendersonia sambuci är en svampart som beskrevs av Peck 1878. Hendersonia sambuci ingår i släktet Hendersonia och familjen Phaeosphaeriaceae.   Inga underarter finns listade i Catalogue of Life.